# Fundación de los Ferrocarriles Españoles
La Fundación de los Ferrocarriles Españoles (FFE) es una entidad pública española dependiente del Ministerio de Fomento. Fue constituida el 20 de febrero de 1985. En su patronado están representadas las principales empresas del sector público ferroviario español y tiene encomendada la recuperación, custodia, generación y difusión del patrimonio histórico, cultural, científico y tecnológico del ferrocarril en España, con voluntad de colaboración sectorial.

## Misión y objetivos
La misión de la Fundación de los Ferrocarriles Españoles es la promoción del conocimiento y la utilización del ferrocarril mediante todo tipo de actuaciones: culturales, de investigación y formación, de servicios tecnológicos, recuperación y uso alternativo del patrimonio ferroviario, publicaciones periódicas y libros especializados. También mantiene la Biblioteca, el Archivo Histórico Ferroviario y el Centro de Documentación Ferroviaria, así como los Museos del Ferrocarril de Madrid y de Cataluña.
Sus objetivos son:
- Velar por la identificación, conservación, restauración y puesta a disposición de la sociedad de los fondos materiales y documentales que componen el patrimonio histórico y cultural ferroviario.
- Fomentar el conocimiento y la utilización por la sociedad del ferrocarril.
- Fomentar la investigación sobre el ferrocarril.
- Fomentar la formación especializada en todo lo relacionado con el ferrocarril.
- Divulgar, a través de la edición de publicaciones periódicas y otros medios, aspectos técnicos, económicos y sociales relacionados con la actualidad ferroviaria para fomentar el prestigio social del ferrocarril y sus servicios.
- Difundir los aspectos culturales relacionados con el ferrocarril y dar coherencia a la política cultural relacionada con el mismo.
- Investigar y difundir los beneficios socioeconómicos y medioambientales del transporte por ferrocarril en España y, fuera de su territorio, a través de la cooperación internacional para el desarrollo.

## Patronato
El Patronato de la Fundación de los Ferrocarriles Españoles está constituido por las siguientes entidades:
- Renfe Operadora (Renfe)
- Administrador de Infraestructuras Ferroviarias (Adif)
- Adif-Alta Velocidad
- Euskotren
- Ferrocarriles de la Generalidad de Cataluña
- Euskal Trenbide Sarea - Red Ferroviaria Vasca
- Metro de Madrid
- Asociación de Acción Ferroviaria, CETREN

## Empresas Protectoras
Las Empresas Protectoras son aquellas empresas, instituciones y entidades que ejercen con la Fundación de los Ferrocarriles Españoles una acción protectora, contribuyendo a la consecución de sus objetivos. Las Empresas Protectoras son:
- OHLA
- Isolux Corsán
- ECISA Compañía General de Construcciones

## Sedes
La sede social de la Fundación de los Ferrocarriles Españoles es el Palacio de Fernán Núñez en Madrid, donde se encuentran todas las áreas de la Fundación excepto los museos. Este Palacio es uno de los edificios decimonónicos más valiosos y que mejor se conservan en pleno centro de Madrid, situado en el triángulo formado por el Museo Nacional del Prado, el Museo Thyssen-Bornemisza y el Museo Nacional Centro de Arte Reina Sofía.
Además, la Fundación cuenta con otras dos sedes: el Museo del Ferrocarril de Madrid y el Museo del Ferrocarril de Cataluña.
El Museo del Ferrocarril de Madrid ocupa la antigua estación de Delicias desde 1984. Este edificio constituye uno de los ejemplos más significativos de la revolución industrial en Madrid.
El Museo del Ferrocarril de Cataluña se encuentra en la localidad de Villanueva y Geltrú (Barcelona), en las instalaciones originales de un depósito de locomotoras de vapor del siglo XIX.

## Actividades
Para el cumplimiento de sus objetivos, la Fundación de los Ferrocarriles realiza las siguientes actividades:

### Investigación
La Fundación de los Ferrocarriles Españoles realiza investigación propia, articulada sobre cuatro grupos especializados: economía y explotación; energía y emisiones; geografía y tráficos ferroviarios, y sociología del transporte. Estos grupos participan en proyectos de investigación españoles y europeos redactando estudios y documentación dentro del ámbito de sus materias. También apoya al sector ferroviario en materia de investigación, a través de la secretaría de la Plataforma Tecnológica Ferroviaria Española y la Unidad de Innovación Internacional, para contribuir a que las empresas españolas puedan tener presencia en foros y proyectos europeos.

### Formación
La Fundación de los Ferrocarriles Españoles desarrolla programas de formación propia a nivel técnico especializado dirigida a profesionales del sector y al intercambio de conocimiento y experiencias entre empresas. La actividad se centra en el desarrollo de una formación a través de los "microcursos" del Aula de Formación Ferroviaria y del Curso General de Transportes Terrestres. También realiza una función de apoyo al Sector (universidades, empresas, centros de formación) facilitando profesores, documentación, propiciando encuentros entre los responsables de formación, dando difusión a las diferentes iniciativas, etc.

### Vía Libre
La Fundación de los Ferrocarriles Españoles edita Vía Libre, la revista del ferrocarril, publicación periódica de carácter divulgativo especializada en el mundo ferroviario. La publicación tiene versión impresa y digital con contenidos diferentes. Su primer número impreso se publicó en 1964, alcanzado los cincuenta años de publicación ininterrrumpida en 2014. Desde el año 2000 mantiene activo el portal www.vialibre.org que diriamente emite boletines informativos. Para el ámbito internacional publica quincenalmente el Spanish Railway News con noticias de las actividades de las empresas españolas. Vía Libre edita desde 1985 el Anuario del Ferrocarril, en el que se recoge información detallada sobre las empresas públicas y privadas del sector ferroviario, así como la actividad del año anterior. Su publicación en línea Vía Libre Técnica - Investigación Ferroviaria, se dedica a la difusión de la investigación ferroviaria y sus avances tecnológicos.

### Vías Verdes
La Fundación de los Ferrocarriles Españoles coordina a nivel nacional el Programa Vías Verdes, desarrollado actualmente por el Ministerio de Agricultura, Alimentación y Medio Ambiente, en colaboración con Adif y Renfe, con la participación de comunidades autónomas, diputaciones y ayuntamientos, así como grupos ciclistas, ecologistas y colectivos ciudadanos. El programa Vías Verdes, puesto en marcha en 1993, tiene como objetivo la recuperación de los más de 7.600 kilómetros de líneas ferroviarias en desuso, o que quedaron inconclusas, para su reutilización con fines ecoturísticos, y así poder rescatar este patrimonio de gran valor histórico y cultural de su olvido y de su desaparición total.

### Cultura
La Fundación de los Ferrocarriles Españoles integra el ferrocarril y la cultura a través de múltiples actividades como los Premios del Tren "Antonio Machado" de Poesía y Cuento, creado en 1977 es uno de los certámenes literarios más importantes de nuestro país, o  el concurso fotográfico "Caminos de Hierro", creado en 1986 y cuya exposición recorre las principales estaciones españolas en colaboración con Adif. También realiza trabajos relacionados con el patrimonio artístico, fundamentalmente relacionados con la Colección de Escultura Contemporánea de Adif y Renfe. Además desarrolla otras actividades como: "Arte en Palacio", exposiciones de arte contemporáneo en el Palacio de Fernán Núñez; “Arte sobre raíles”, colección compuesta por más de 200 obras relacionadas con el ferrocarril con las que se realizan exposiciones; "¡Próxima Estación: Música!", conciertos en estaciones de ferrocarril organizados con Adif en colaboración con conservatorios de música para apoyar a jóvenes intérpretes y convertir las estaciones en punto de encuentro musical, o el Coro de la Fundación, creado en 1996 está formado por voces mixtas y cuenta con un amplio repertorio.

### Museos del Ferrocarril
Dentro de su objetivo de velar por la conservación, restauración y puesta a disposición del público del patrimonio material y cultural de los ferrocarriles españoles, la Fundación gestiona los Museos del Ferrocarril de Madrid – Delicias y de Cataluña – Villanueva y Geltrú.

El Museo del Ferrocarril de Madrid se abrió al público en 1984. Su sede es la antigua estación de Delicias y ofrece una selección de vehículos y piezas relacionadas con el ferrocarril, que pretende mostrar su evolución diacrónica. Incluye también la Sala de consulta del Archivo Histórico Ferroviario y la Biblioteca Ferroviaria y Fototeca.

El Museo del Ferrocarril de Cataluña, en Villanueva y Geltrú (Barcelona), se ubica en un antiguo depósito de locomotoras de vapor de finales del siglo XIX y alberga una colección de más de sesenta vehículos de todas las épocas, tecnologías y países, donde destacan 28 locomotoras de vapor situadas en una impresionante rotonda, coches de viajeros, máquinas diésel o eléctricas y otros vehículos curiosos y únicos.

### Publicaciones
La Fundación edita publicaciones periódicas y singulares y documentación sobre temas ferroviarios en todo tipo de soportes. En su Catálogo de Publicaciones se pueden ver todas las disponibles actualmente.